# Black and Pink
Black and Pink est une association américaine luttant pour l'abolition de la prison et, à plus court terme, pour les droits des personnes LGBTQI et séropositives incarcérées.

## Historique
Jason Lydon est emprisonné à l'âge de 20 ans pendant six mois et est victime de harcèlement et de violences homophobes.
Devenu révérend au sein de l'église de l'universalisme unitarien, il fonde Black and Pink en 2004 ou 2005 à Boston, se basant sur son expérience personnelle.
En 2013, l'association est nommée pour l'élection au prix de Grand Marshal de la Pride de Boston.
En 2016, elle organise une exposition artistique, On The Inside, regroupant des œuvres d'art de prisonniers. L'exposition est hébergée par le centre d'art Abrons de New York, et Tatiana von Furstenberg, la fille de Diane von Fürstenberg, finance l'initiative et choisit les œuvres exposées.

## Actions
L'association organise des échanges de lettres entre prisonniers et sympathisants,, distribue un journal écrit par des personnes incarcérées,, et fournit un accompagnement légal aux prisonniers.
En 2020, elle remet un prix Kuwasi Balagoon à des activistes séropositifs.